# Glypta missouriana
Glypta missouriana là một loài tò vò trong họ Ichneumonidae.